# アンドリ・ルーカス・グジョンセン
アンドリ・ルーカス・グジョンセン（Andri Lucas Gudjohnsen, 2002年1月29日 - ）は、イングランド・ロンドン出身のアイスランドのサッカー選手。KAAヘント所属。アイスランド代表。ポジションはFW。
父は元アイスランド代表のエイドゥル・グジョンセン。

## クラブ経歴
2002年に父がチェルシーFCに所属していた時にロンドンで生まれる。父は2006年にFCバルセロナに移籍。2010年にバルサの下部組織｢ラ・マシア｣に入所。その後RCDエスパニョールのカンテラなどを経て2018年にレアル・マドリードのカンテラに加入。U-17ユースリーグなどでプレーした後2021年に傘下のレアル・マドリード・カスティージャに昇格。8月30日のレアル・バロンペディカ・リネンセ戦でプロデビュー。9月3日にはCLの予選メンバーに登録されたことが発表された。
2022年7月、スウェーデン1部リーグのIFKノルシェーピンに移籍した。
2023年8月18日、リンビーBKに買取オプション付きのレンタルで移籍した。2024年4月18日、買取オプションが行使され、リンビーBKに完全移籍することが発表された。
2024年6月7日、KAAヘントに移籍することが発表された。

## 代表経歴
2017年から各ユース世代のアイスランド代表に随時招集され、主砲として活躍。2021年9月には早くもフル代表に招集。同月3日の2022 FIFAワールドカップ・ヨーロッパ予選のルーマニア戦でフル代表デビュー。3日後の北マケドニア戦では、代表2戦目で早くも初ゴールを決めた。

## 人物
- グジョンセン一家はサッカー一家として知られている。叔父のアルノールも元アイスランド代表選手。兄のスヴェイン・アーロン・グジョンセンも現役代表。弟のダニエル・トリスタン・グジョンセンは現在レアル・マドリードのカンテラに所属している。
- 2018年にレアル・マドリードに入団した際は、それ以前にFCバルセロナの下部組織に所属していたこともあり、禁断の移籍として注目された[10]。